# پنتیمنت (بازی ویدئویی)
پنتیمنت (به انگلیسی: Pentiment) یک بازی ویدئویی نقش آفرینی ماجراجویی است که در سال ۲۰۲۲ توسط آبسدین انترتینمنت توسعه یافته و توسط ایکس باکس گیم استودیوز منتشر شده است. این بازی در تاریخ ۱۵ نوامبر ۲۰۲۲ برای ویندوز، ایکس باکس وان و ایکس باکس سری اکس/اس منتشر شد. نسخه های نینتندو سوییچ، پلی استیشن ۴ و پلی استیشن ۵ در ۲۲ فوریه ۲۰۲۴ منتشر شدند. بازی نقدهای مثبتی از سوی منتقدان دریافت کرد.